# Борисик Ігор Вікторович
Ігор Вікторович Борисик (нар. 2 червня 1984) — український плавець, чемпіон світу та Європи на короткій воді, учасник Олімпійських ігор 2008 та 2012 років.

## Результати
| Рік  | Змагання         | Місце проведення        | 100 м брасом | 100 м брасом | 200 м брасом | 200 м брасом |
| Рік  | Змагання         | Місце проведення        | Час          | Місце        | Час          | Місце        |
| ---- | ---------------- | ----------------------- | ------------ | ------------ | ------------ | ------------ |
| 2005 | Чемпіонат світу  | Монреаль, Канада        |              |              | 2:14.94      | 14           |
| 2007 | Чемпіонат світу  | Мельбурн, Австралія     |              |              | 2:14.00      | 13           |
| 2008 | Олімпійські ігри | Пекін, Китай            | 1:00,20      | 7            | 2:10,99      | 14           |
| 2009 | Чемпіонат світу  | Рим, Італія             | 59.23        | 5            | 2:10.82      | 16           |
| 2011 | Чемпіонат світу  | Шанхай, Китай           | 1:01.25      | 20           | 2:13.17      | 19           |
| 2012 | Олімпійські ігри | Лондон, Велика Британія |              |              | 2:12.61      | 22           |